# أغاني البراءة والخبرة
أغاني البراءة والخبرة  هي مجموعة من القصائد المصورة من قبل وليام بليك. ظهر على مرحلتين. طبع وليام بليك نفسه في عام 1789 بعض النسخ الأولى وأضاءها. بعد خمس سنوات، ربط بين هذه القصائد ومجموعة من القصائد الجديدة في مجلد بعنوان أغاني البراءة والخبرة المتمثلة في الدولتين المتناقضتين للروح البشرية. كان ويليام بليك أيضًا رسامًا قبل أغاني البراءة والخبرة وقام بصنع لوحات مثل أوبيرون وتيتانيا والرقص مع الجنيات.

## أغاني البراءة
كانت أغاني البراءة في الأصل عبارة عن عمل كامل تم طباعته لأول مرة عام 1789. وهو عبارة عن مجموعة مفاهيمية تتألف من 19 قصيدة منقوشة بالأعمال الفنية. تُظهر هذه المجموعة بشكل رئيسي الإدراك البريء السعيد في الوئام الرعوي، ولكن في بعض الأحيان، كما في "The Chimney Sweeper" و "The Little Black Boy"، تظهر بمهارة.

## أغاني الخبرة

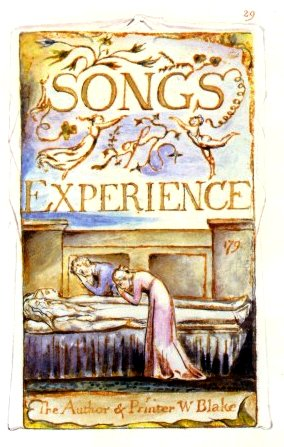
Blake's title plate (No. 29) for Songs of Experience

أغاني الخبرة هي مجموعة شعرية من 26 قصيدة تشكل الجزء الثاني من أغاني البراءة وليام بليك والخبرة. نُشرت القصائد في 1794 (انظر 1794 في الشعر ‏). تم نقل بعض القصائد، مثل «الطفلة المفقودة» و «الطفلة الصغيرة»، من قبل بليك إلى أغاني البراءة وكثيرا ما تم نقلها بين الكتابين.